# Barbadische Badmintonmeisterschaft 2014
Die Barbadische Badmintonmeisterschaft 2014 fand vom 25. bis zum 28. Juni 2014 in Bridgetown statt.

## Medaillengewinner
| Disziplin    | Gold                          | Silber                                      | Bronze                                       |
| ------------ | ----------------------------- | ------------------------------------------- | -------------------------------------------- |
| Herreneinzel | Andre Padmore                 | Bradley Michael St. Pilgrim                 | Dakeil Thorpe                                |
| Herreneinzel | Andre Padmore                 | Bradley Michael St. Pilgrim                 | Damien Ricardo Howell                        |
| Dameneinzel  | Mariama Eastmond              | Tamisha Williams                            | Shari Watson                                 |
| Dameneinzel  | Mariama Eastmond              | Tamisha Williams                            | Monyata Amanda Ang Riviera                   |
| Herrendoppel | Jade Browne Andre Padmore     | Bradley Michael St. Pilgrim Dakeil Thorpe   | Cory Fanus Sabeel Allister Foster            |
| Herrendoppel | Jade Browne Andre Padmore     | Bradley Michael St. Pilgrim Dakeil Thorpe   | Andrew Clarke Damien Ricardo Howell          |
| Damendoppel  | Mariama Eastmond Shari Watson | Monyata Amanda Ang Riviera Tamisha Williams | Amanda Dominique Haywood Sabrina Scott       |
| Mixed        | Andre Padmore Shari Watson    | Sabeel Allister Foster Sabrina Scott        | Dakeil Thorpe Mariama Eastmond               |
| Mixed        | Andre Padmore Shari Watson    | Sabeel Allister Foster Sabrina Scott        | Shae Michael Martin Amanda Dominique Haywood |